# Xymena Zaniewska-Chwedczuk
Xymena Zaniewska-Chwedczuk (AFI: [ksɨˈmɛna zaˈɲɛfska ˈxfɛtt͡ʂuk]; Poznań, 4 de junio de 1927 – Varsovia, 12 de febrero de 2016) fue una escenógrafa, arquitecta, diseñadora de moda e interiores polaca. Entre 1958 y 1981, fue la principal escenógrafa de Telewizja Polska (Televisión polaca).
Reconocida como creadora de la Escuela Polaca de Escenografía.

## Biografía
Provenía de una familia mixta de Vilnius-Gran Polonia descendientes de la nobleza, su padre procedía de las zonas fronterizas del noreste y su madre de la frontera de la Gran Polonia y Kujawy. Creció cerca de Poznań . Mostró talento artístico desde temprana edad.
Durante la Segunda Guerra Mundial, ella y su familia fueron enviadas a Częstochowa, donde pasó toda la ocupación alemana. Se involucró en la actividad clandestina como enfermera del Ejército Nacional . Durante este período, también estudió dibujo con el profesor Zygmunt Kamiński quien también la animó a estudiar arquitectura. Después de graduarse de la escuela secundaria en Częstochowa, fue a estudiar a la Facultad de Arquitectura de la Universidad Tecnológica de Varsovia , donde se graduó en 1952 .Cuando aún era estudiante, comenzó a trabajar en el Instituto de Diseño Industrial  (1948-1952) [ necesario nota al pie ] y luego "Miastoprojekt", en el que construyó MDM . Luego encabezó la comisión de concesión de locales de vivienda. Junto con un grupo de arquitectos de la oficina de diseño, también fundó una cooperativa de vivienda y comenzó a construir casas para los miembros de la cooperativa en varias partes de Varsovia. Después de la apertura de Marszałkowska Dzielnica Mieszkaniowa, se convirtió en la directora del MDM Urban Planning Studio, sin embargo, rechazó la oferta de ascenso al puesto de urbanista jefe de la Dirección Central de Centros de Trabajadores. y decidió estudiar en la Facultad de Diseño de Interiores de la Academia de Bellas Artes de Varsovia , que terminó en 1956 [ necesitaba nota al pie ] .
Comenzó a trabajar como diseñadora de exposiciones y luego, como colaboradora de Moda Polska, diseñó ropa.Pronto comenzó a diseñar para el Teatro de Televisión (creó decorados para varios cientos de producciones, incl. Macbeth, The School of Wives, The Visit of the Old Lady ) y teatros (creó los decorados para 35 obras de teatro clásico y 15 producciones de ópera), y también se convirtió en la diseñadora principal de Telewizja Polska, en la que ella era responsable, entre otras cosas, por la aparición de los locutores.También creó decorados para cinco películas de ballet y ha cooperado muchas veces con Adam Hanuszkiewicz. Dejó TVP después de la declaración de la ley marcial y se jubiló anticipadamente. Se afilió al sindicato "Solidaridad". En ese momento, comenzó a diseñar escenarios y ropa para contratistas extranjeros. Ha participado en numerosas exposiciones internacionales, incl. creó 20 exposiciones de la Feria Internacional de Poznań y 20 exposiciones extranjeras. Fue uno de los personajes del ciclo documental Siglo XX, en el que se presentaron los perfiles de artistas polacos del siglo XX. Después de 1989, regresó brevemente a Telewizja Polska , y en la década de 1990 fue coanfitriona del programa de TVP1 Stawka más que coser .
En los años 1990-2014, fue presidenta de la Fundación "Panda" para el Desarrollo del Jardín Zoológico de Varsovia. Además, dirigió la fundación "Sztuka Polska", bajo la cual en 2008 lanzó los álbumes: Hanuszkiewicz y Kabaret Starszych Panów .

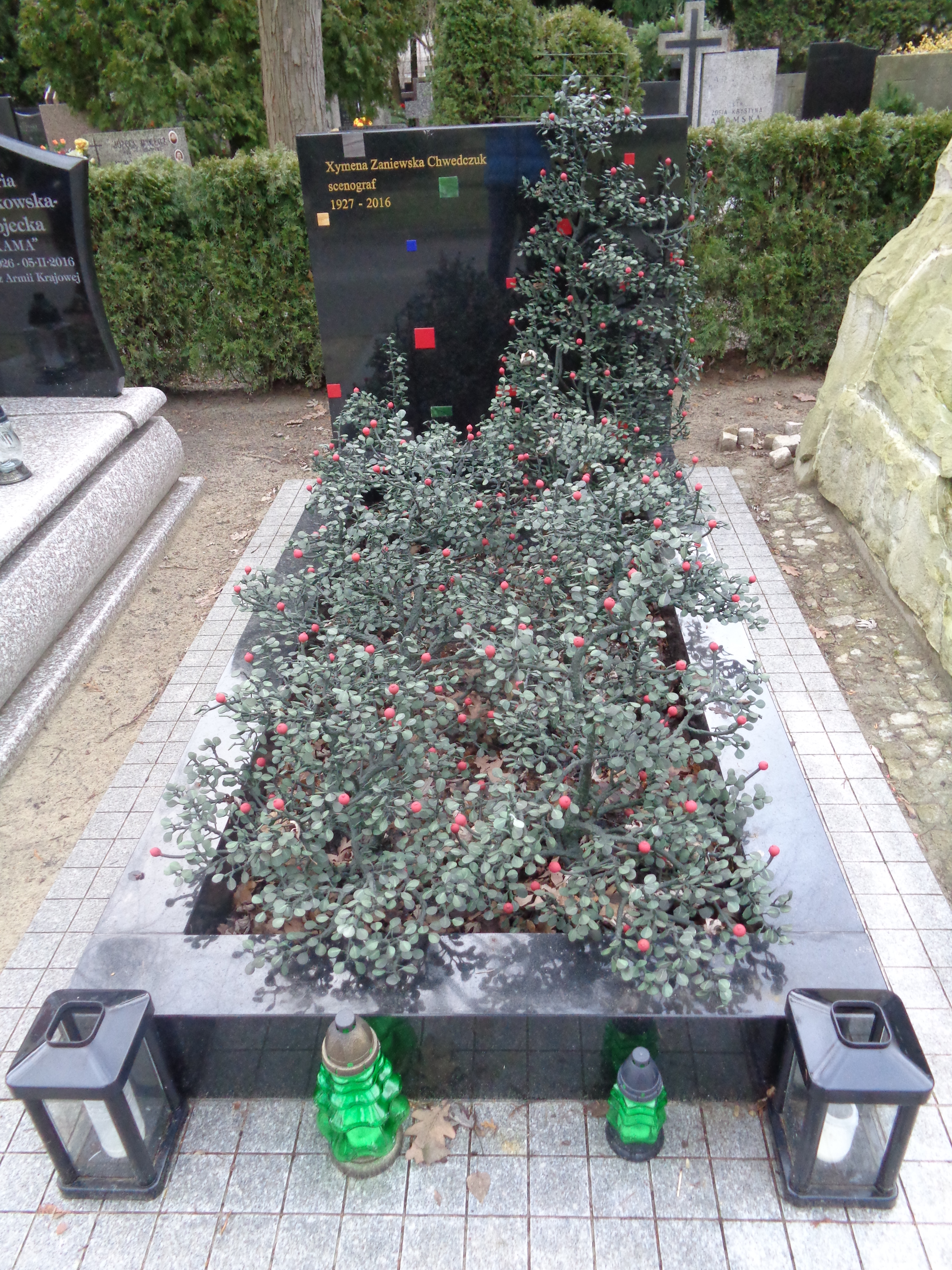
La tumba de Xymena Zaniewska-Chwedczuk en el cementerio Powązki-Military en Varsovia

Murió el 12 de febrero de 2016. El 26 de febrero de 2016, su funeral tuvo lugar en Aleja Zasłużonych en el Ejército Powązki de Varsovia (cuartel general de G-tuje-23).
Su primer marido fue Ryszard Zaniewski y el segundo fue Mariusz Chwedczuk . Su hijo es Iwo Zaniewski  .

## Premios y Reconocimientos
- Cruz del Comandante con una Estrella de la Orden de Polonia Restituta - 11 de noviembre de 2005[10]
- Cruz del Comendador de la Orden de Polonia Restituta - 11 de noviembre de 1996[11]
- Ganadora del Primer Premio de la Asociación de Arquitectos Suizos por el diseño del pabellón en 1972 ,
- 2002 Premio Estatuilla "Estrella de la Televisión Polaca" presentada con motivo del 50 aniversario de TVP, "por la escenografía y la personalidad".